# Casearia mestrensis
Casearia mestrensis är en videväxtart som beskrevs av H.O. Sleum.. Casearia mestrensis ingår i släktet Casearia och familjen videväxter. Inga underarter finns listade i Catalogue of Life.